# Смоукин Джоу Кюбек
Смоукин Джоу Кюбек (на английски: Smokin' Joe Kubek) е американски музикант, активен в полето на тексаския блус като китарист, автор на песни и изпълнител.

## Биография
Роден е в Гроув Сити, щата Пенсилвания, но израства в Далас, Тексас. През 70-те години, когато е ученик, свири с величия като Фреди Кинг, и през 80-те започва да свири с певеца от Луизиана Бинойс Кинг.
През 1985 г. издава първия си запис с Бърд Рекърдс, 45 оборота в минута с песни като Bnois King (написана от Фреди Кинг и Сони Томпсън) и Other Side Of Love (написана от Дойл Брамал – старши). Сингълът е с изпълнителен продуцент Клинт Бърдуел и ко-продуциран от Чарли Уърц и Кюбек. Двете песни се появяват на албума на твореца от 2012 г. Let That Right Hand Go, който е продуциран от Клинт Бърдуел и издаден от Бърдуеловата компания, наречена Бърд Рекърдс Тексас. Плочата е комбинация от неиздаван дотогава материал, записан през 80-те години (със сингъла от 1985 г. Other Side Of Love, носещ също името The Other Side Of Love).
През 1991 г. издава първия си пълен албум, наречен Steppin' Out Texas Style (Булсай Блус Рекърдс), и оттогава издава дузина албуми с различни компании.

## Дискография
- Steppin' out Texas Style (1991)
- Chain' Smokin' Texas Style (1992)
- Texas Cadillac (1993)
- Cryin' for the Moon (1995)
- Got my mind back (1996)
- Take your best shot (1998)
- Bite me ! (2000)
- Roadhouse research (2003)
- Show me the money (2004)
- My heart's in Texas (2006)
- Blood Brothers (2008)
- Have Blues, Will Travel (2010)